# Ba Dexin
Ba Dexin, né le 14 juin 1990 à Harbin, est un curleur chinois. Il a remporté la médaille d'argent de aux Championnats du monde en 2016 et la médaille de bronze en  2017 dans la catégorie double mixte. Il a été retenue pour participer tournoi olympique de double mixte de 2018 avec sa compatriote Wang Rui.

## Palmarès

### Championnats du monde
- : Championnat du monde double mixte 2016 à Karlstad ( Russie).
- : Championnat du monde double mixte 2017 à Lethbridge ( Canada).